# Klaus Schwärzler

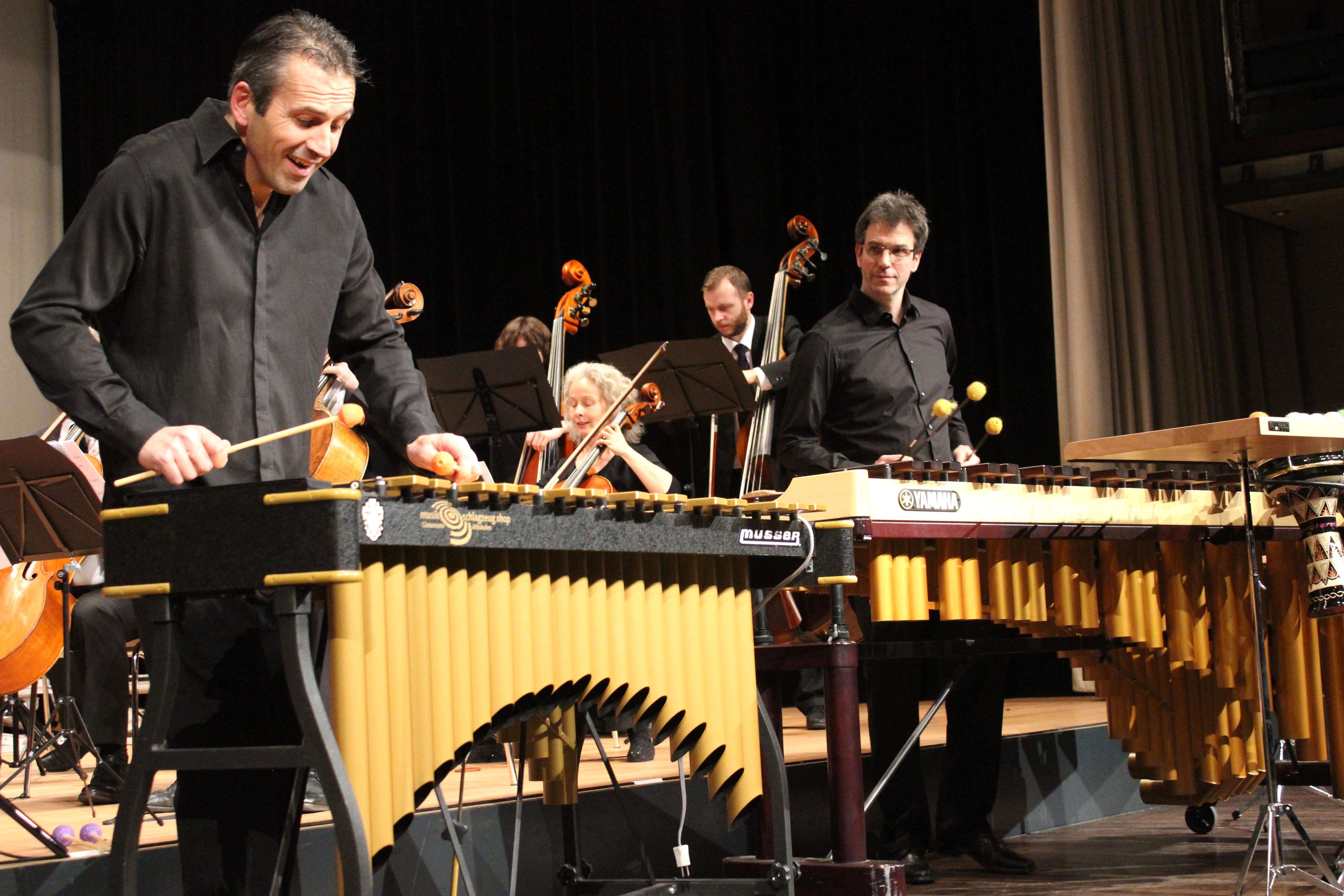
Klaus Schwärzler spielt Marimba im Duo mit Raphael Christen (r.)

Klaus Schwärzler (* 1973) ist ein deutscher Schlagzeuger.
Klaus Schwärzler studierte Schlagzeug am Richard-Strauss-Konservatorium bei Adel Shalaby und an der Hochschule für Musik und Theater München bei Peter Sadlo.

## Leben
Seinen Berufsweg begann er von 1997 bis 2003 als Erster Schlagzeuger und stellvertretender Solopauker bei den Münchner Symphonikern und setzte ihn 2003 bis 2008 als Soloschlagzeuger im Orchester der Oper Zürich fort. Im September 2008 ging er auf die Bühne zurück und wechselte als Soloschlagzeuger in das Orchester der Tonhalle Zürich. 2009 erhielt Klaus Schwärzler die Professur für Schlagzeug an der Hochschule für Musik in Zürich.

## Auszeichnungen
- 1. Preisträger beim Wettbewerb der deutschen Musikhochschulen
- Förderpreis des Freistaats Bayern für junge Künstler[1]